# Limenitis nadja
Limenitis nadja är en fjärilsart som beskrevs av Hans Fruhstorfer 1907. Limenitis nadja ingår i släktet Limenitis och familjen praktfjärilar. Inga underarter finns listade i Catalogue of Life.